# Vapor Trail: Hyper Offence Formation
Vapor Trail: Hyper Offense Formation, conocido en Japón como Kuuga – Operation Code Vapor Trail (空牙 – Operation Code Vapor Trail), o simplemente Vapor Trail, es un juego de arcade matamarcianos de 1989 desarrollado y distribuido por Data East. Vapor Trail fue sucedido por Rohga: Armor Force y Skull Fang.

## Trama
En 1999 una organización terrorista llamada DAGGER (Ragnarok en el lanzamiento japonés) ha ocupado la ciudad de Nueva York donde han hackeado las defensas militares a nivel mundial, estableciendo su propio mando militar y obteniendo acceso a los misiles nucleares. Ellos toman al mundo de rehén y prometen cancelar sus amenazas de destruir la Tierra solo cuando los gobiernos del mundo hayan cedido su poder a DAGGER.
Se llama a una unidad aérea de las fuerzas especiales para atacar a DAGGER y destruir sus defensas y su cuartel general en Nueva York. Hasta entonces, la ciudad queda en silencio.

## Jugabilidad
El juego admite 2 jugadores para controlar a los aviones de combate en simultáneo para luchar a lo largo de numerosos niveles. Existen 3 tipos de jets que varían entre diferentes clases de velocidades y potencia de fuego. El Silph es el avión de rango medio más balanceado. El Valkyrie (inspirado en el A-10 Thunderbolt II) tiene la mayor potencia de fuego, y el jet Seylen es el avión más ágil con una mejora que permite disparar hacia atrás. Las mejoras de armas se encontrarán disponibles a lo largo del juego, que van desde misiles perseguidores, lanzallamas y muchas más. Cada jet también podrá activar un escudo manualmente cuando se encuentre en aprietos.

### Armas
Los jugadores tienen una opción entre cuatro armas estándar diferentes: Vulcan – el arma por defecto del jugador que dispara derecho, pero podrá esparcirse para destruir grupos más grandes de enemigos dependiendo del jet elegido. Bombas – un arma explosiva que retiene el mismo patrón de tiro para todos los jets, pero subirá su contador de lanzamiento (el número de veces que puede ser disparada a la vez) al ser mejorada. Defender – un arma con disparo de racimo que rodea al jet del jugador que se mantendrá igual al ser mejorado, pero subirá su contador al igual que las Bombas. Misiles – misiles perseguidores que son lanzados desde múltiples direcciones del jet. De forma similar a Vulcan, las direcciones de los Misiles dependerán del jet elegido.
Cada jet está equipado con un dispositivo que les permite evadir proyectiles y hostiles. Dicho dispositivo deberá ser recargado después de cada uso. Los jugadores también tendrán la opción de recoger una S-Unit, un accesorio de arma que potenciará el disparo del jet independientemente del arma equipada. La S-Unit de cada jet difiere de las otras. Una vez que la S-Unit esté equipada, el jugador no podrá usar armas previas a menos que la S-Unit sea detonada. Detonar la S-Unit no hiere al jugador, pero sí a los enemigos, ya que la detonación resulta en una poderosa explosión.

## Lanzamiento de Mega Drive/Genesis
Vapor Trail fue porteado por el propio Data East a Sega Mega Drive/Genesis en 1991. Esta versión sería distribuida por Data East, pero for varias razones fue distribuida en Japón por Telenet Japan, y en Estados Unidos por medio de su subsidiaria Renovation Products.
El port fue fiel a su contraparte arcade a pesar de las limitaciones más estrictas de hardware y color. Incluso se logró mantener la relación de aspecto durante la conversión con la incorporación de barras laterales. El port también fue presentado en el show Nick Arcade en la porción Video Challenge. Los efectos de sonido del juego fueron muestreados en la canción «Doctor Rhino» de Snazin Smith.

## Recepción
En Japón, Game Machine calificó a Vapor Trail en su número del 1 de marzo de 1990 como el segundo juego de arcade más exitoso del mes.
El juego fue reseñado en 1992 en la revista número 178 de Dragon por Patricia Hartley y Kirk Lesser en la columna de «El rol de las computadoras». Los analistas le dieron al juego 3 de 5 estrellas.

## Reseñas
- Your Sinclair - noviembre de 1990[3]
- Power Play - marzo de 1990[4]
- Zero - noviembre de 1990[5]